# Challenger Providencia 2009
Il Challenger Providencia Cachantun Cup 2009 è stato un torneo professionistico di tennis maschile giocato sulla terra rossa, che faceva parte dell'ATP Challenger Tour 2009. È stata la 5ª edizione del torneo e aveva un montepremi di 35.000 $. Si è giocato sui campi in terra rossa del Club Providencia di Providencia, nella Regione Metropolitana di Santiago in Cile dal 9 al 15 marzo 2009.

## Partecipanti

### Teste di serie
| Nazionalità | Giocatore        | Ranking* | Testa di serie |
| ----------- | ---------------- | -------- | -------------- |
| Argentina   | Leonardo Mayer   | 95       | 1              |
| Argentina   | Máximo González  | 99       | 2              |
| Argentina   | Sergio Roitman   | 105      | 3              |
| Argentina   | Horacio Zeballos | 149      | 4              |
| Brasile     | Franco Ferreiro  | 170      | 5              |
| Brasile     | Ricardo Hocevar  | 171      | 6              |
| Argentina   | Sebastián Decoud | 183      | 7              |
| Argentina   | Mariano Puerta   | 187      | 8              |

- Ranking al 2 marzo 2009.

### Altri partecipanti
Giocatori che hanno ricevuto una wild card:
- Gastón Gaudio
- Guillermo Hormazábal
- Hans Podlipnik-Castillo
- Guillermo Rivera-Aranguiz

Giocatori passati dalle qualificazioni:
- Jorge Aguilar
- Luigi D'Agord
- Alejandro Kon
- Flávio Saretta
- Alejandro Fabbri (Lucky Loser)
- Gonzalo Tur (Lucky Loser)

## Campioni

### Singolare
Máximo González ha battuto in finale  Mariano Zabaleta con il punteggio di 6–4, 6–3

### Doppio
Horacio Zeballos /  Sebastián Prieto hanno battuto in finale  Flávio Saretta /  Rogério Dutra da Silva con il punteggio di 7–6(2), 6–2